# Wilhelm Hieronymus Pachelbel
Wilhelm Hieronymus Pachelbel est un organiste et compositeur allemand, né à Erfurt le 29 août 1686 et mort à Nuremberg le 6 juin 1764. Il est le fils aîné du compositeur Johann Pachelbel.

## Biographie
Son père fut son premier professeur de musique. La première référence écrite sur les Pachelbel se trouve dans l'ouvrage de Johann Mattheson. On pense que Wilhelm Hieronymus fut organiste à Fürth et à Erfurt, puis à Nuremberg : en 1706 à l'église Saint-Egidius, ensuite (à compter de 1719) à l'église Saint-Sébald de Nuremberg où avait travaillé son père, tenant cette dernière tribune jusqu'à sa mort.

## Œuvres
Il a publié en 1725 un unique recueil de pièces d'orgue incluant des préludes, des fugues et des fantaisies. Le peu d'œuvres qui nous sont parvenues sont pour des instruments à clavier.